# Communauté de communes du Pays d'Albret
La communauté de communes du Pays d'Albret est une ancienne communauté de communes française, située dans le département des Landes, en région Nouvelle-Aquitaine.

## Histoire
Elle a été créée avec quatre communes le 27 décembre 1996 pour une prise d'effet au 31 décembre 1996. Le 10 décembre 1997, trois autres communes, Canenx-et-Réaut, Cère et Maillères, la rejoignent. Le 13 décembre 1999, c'est le tour de Brocas, puis celui de Bélis le 19 novembre 2001. Enfin, le 11 décembre 2002, les quatre communes du canton de Sore viennent élargir son périmètre.
Elle fusionne avec la communauté de communes de la Haute Lande et la communauté de communes du canton de Pissos pour former la communauté de communes Cœur Haute Lande au 1er janvier 2017.

## Composition
Elle regroupe les 13 communes des cantons de Labrit et de Sore :
| Nom             | Code Insee | Gentilé      | Superficie (km2) | Population (dernière pop. légale) | Densité (hab./km2) |
| --------------- | ---------- | ------------ | ---------------- | --------------------------------- | ------------------ |
| Labrit (siège)  | 40135      | Labritois    | 72,18            | 874 (2014)                        | 12                 |
| Argelouse       | 40008      | Argelousiens | 22,79            | 90 (2014)                         | 3,9                |
| Bélis           | 40033      | Bélisiens    | 20,46            | 163 (2014)                        | 8                  |
| Brocas          | 40056      | Brocassais   | 53,46            | 777 (2014)                        | 15                 |
| Callen          | 40060      | Callénois    | 87,86            | 149 (2014)                        | 1,7                |
| Canenx-et-Réaut | 40064      | Canenxois    | 28,07            | 164 (2014)                        | 5,8                |
| Cère            | 40081      | Cèrois       | 39,87            | 403 (2014)                        | 10                 |
| Garein          | 40105      | Garinois     | 57,10            | 439 (2014)                        | 7,7                |
| Luxey           | 40167      | Luxois       | 160,07           | 664 (2014)                        | 4,1                |
| Maillères       | 40170      | Maillerais   | 15,05            | 235 (2014)                        | 16                 |
| Le Sen          | 40297      | Sennois      | 51,10            | 203 (2014)                        | 4                  |
| Sore            | 40307      | Soriens      | 147,72           | 1 081 (2014)                      | 7,3                |
| Vert            | 40323      | Vertais      | 40,03            | 252 (2014)                        | 6,3                |

## Démographie
| 2011  | 2012  | 2013  |
| ----- | ----- | ----- |
| 5 422 | 5 423 | 5 470 |